# Marcel J.E. Golay
Marcel J.E. Golay (Neuchâtel, 3 mei 1902 - 1989) was een in Zwitserland geboren wis- en natuurkundige en informatietheoreticus, die voornamelijk in de Verenigde Staten werkte. Hij paste de wiskunde toe op praktische militaire en industriële problemen. Zijn voornaamste ontdekking waren de Golay-codes, maar hij heeft ook een belangrijke bijdrage geleverd bij andere ontwikkelingen. Het Savitzky-Golayfilter is mede naar hem genoemd.